# Medžybiž
Medžybiž (ukrajinsky Меджибіж; polsky Międzybórz, Międzyborz, Międzybóż; rusky Меджибож; v jidiš מעזשביזש‎) je sídlo městského typu (селищe) na západní Ukrajině. Leží v Chmelnyckém rajónu Chmelnycké oblasti na hlavní silnici spojující Chmelnyckyj s Vinnycjí. Roku 2001 zde žilo 1731 osob.

## Dějiny

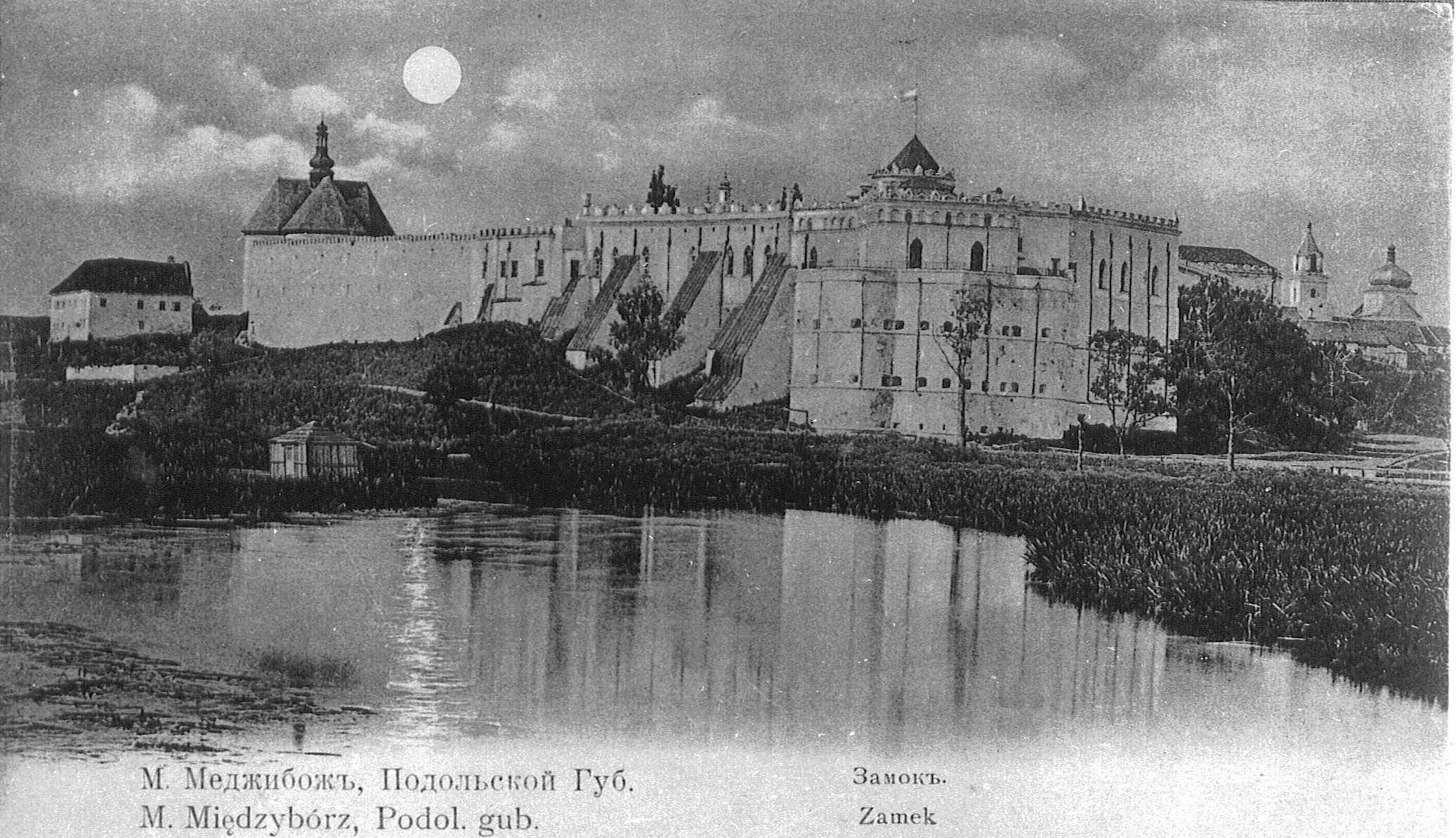
Medžybižský hrad okolo roku 1900. Obvodové zdi stojí dodnes.

Medžybiž byla založena roku 1146 a v minulosti byla jedním z obci v Bolochivské zemí a významných střediskem Podolí. Stojí zde zbytky mohutného hradu.
Městečko bylo epicentrem vzniku chasidismu, židovského náboženského hnutí: působil zde rabín Jisra'el ben Eli'ezer neboli Bešt (okolo 1700–1760) a narodil se zde jeho pravnuk Nachman z Braclavi (1772–1810). Mezi další významné rodáky patří také např. spisovatel Micha Josef Bin Gorion.